# مانکی کینگ: بازگشت قهرمان
مانکی کینگ: بازگشت قهرمان (انگلیسی: Monkey King: Hero Is Back) یک پویانمایی رایانه‌ای چینی است که در سال ۲۰۱۵ منتشر شد.
صداپیشگی نسخهٔ انگلیسی این انیمیشن را جکی چان، جیمز هنگ، راجر اسمیت و نیکا فاترمن به عهده داشته‌اند.